# Agatha Christie no Meitantei Poirot to Marple
Agatha Christie no Meitantei Poirot to Marple (アガサ・クリスティーの名探偵ポワロとマープル, Agasa Kurisutī no Meitantei Powaro to Māpuru) é uma adaptação em anime das histórias de Agatha Christie que usa seus personagens Hercule Poirot e Miss Marple. Uma nova personagem chamada Maybelle West, sobrinha-neta de Miss Marple, se torna assistente júnior de Poirot e é usada para ligar os dois detectives. Maybelle é filha de Raymond West, um conhecido escritor inglês, que queria dar a filha uma educação tradicional. No entanto Maybelle sonha em construir o próprio futuro e luta contra as imposições do pai, mesmo sabendo o quanto ele a ama.
A série, adaptando várias das mais conhecidas histórias de Poirot e Miss Marple, foi transmitida de 4 de Julho de 2004 a 15 de Maio de 2005, sendo agora retransmitida na NHK e outras televisões do Japão. A série de manga sob o mesmo título foi lançada em 2005.
A série de TV é uma adaptação fiel às histórias originais consistindo geralmente de episódios com cerca de 25 minutos de duração para uma história curta e quatro episódios para um romance. Apesar de ser uma adaptação moderna Japonesa, o cenário e temporalidade original são mantidos. A mudança mais óbvia é a adição de Maybelle West e seu patinho de estimação, Oliver. A sua presença não altera substancialmente o desenrolar do enredo, outras mudanças são em geral de menos importância, como por exemplo, o Inspector Japp torna-se Inspector Sharpe - muito provavelmente devido à conotação negativa associada à palavra "Jap".

## Elenco
- Hercule Poirot - Kōtarō Satomi
- Jane Marple - Yachigusa Kaoru
- Maybelle West - Orikasa Fumiko
- Miss Lemon - Tanaka Atsuko
- Capitão Hastings - Nojima Hirofumi
- Oliver - [[]]
- Inspetor Japp - Yūsaku Yara

## Anime (2004-2005)
| Número | Título em português                                               | Kanji                                               | Título em Japonês                                                      | Data               |
| ------ | ----------------------------------------------------------------- | --------------------------------------------------- | ---------------------------------------------------------------------- | ------------------ |
| 01     | O roubo da joalheria na Grande Metrópole                          | グランド・メトロポリタンの宝石盗難事件              | Gurando-Metoroporitan no Houseki Tounan Jiken                          | 4 de julho de 2004 |
| 02     | O enigma do apartamento barato                                    | 安マンションの謎                                    | Yasu Manshon no Nazo                                                   | 2004-07-18         |
| 03     | Desejo estranho                                                   | 風変わりな遺言                                      | Fuugawari na Yuigon                                                    | 2004-07-25         |
| 04     | A empregada inocente                                              | 申し分のないメイド                                  | Moushibun no nai Meido                                                 | 2004-08-01         |
| 05     | Os assassinos ABC, (Parte 1) Um desafio escrito a H. Poirot       | ABC殺人事件,(その1)ポワロへの挑戦状                 | Ei Bi Shi Satsujin Jiken (sono ichi) Powaro eno Chousenjou             | 2004-08-08         |
| 06     | Os assassinos ABC, (Parte 2) Uma cidade e um nome começando com B | ABC殺人事件,(その2)Bの街で、Bの名の人が             | Ei Bi Shi Satsujin Jiken (sono ni) Bi no Machi de, Bi no Na no Hito ga | 2004-08-15         |
| 07     | Os assassinos ABC, (Parte 3) O culpado aparece                    | ABC殺人事件,(その3)犯人あらわる                     | Ei Bi Shi Satsujin Jiken (sono san) Hannin Arawaru                     | 2004-08-22         |
| 08     | Os assassinos ABC, (Parte 4) Poirot resolve o mistério            | ABC殺人事件,(その4)ポワロ、謎を解く                 | Ei Bi Shi Satsujin Jiken (sono yon) Powaro, Nazo o Toku                | 2004-08-29         |
| 09     | O desaparecimento do primeiro-ministro, Parte 1                   | 総理大臣の失踪,(前編)ドーバー海峡の追跡             | Souridaijin no Shissou,(zempen)Doba-kaikyou no Tsuiseki                | 2004-09-05         |
| 10     | O desaparecimento do primeiro-ministro, Parte 2                   | 総理大臣の失踪,(後編)真実はイギリスに               | Souridaijin no Shissou,(kouhen)Shinjitsu wa Igirisu ni                 | 2004-09-12         |
| 11     | O enigma da tumba egípcia, Parte 1                                | エジプト墳墓の謎,(前編)古代からの挑戦状             | Ejiputo-fumbo no Nazo,(zempen)Kodai karano Chousenjou                  | 2004-09-19         |
| 12     | O enigma da tumba egípcia, Parte 2                                | エジプト墳墓の謎,(後編)メンハーラ王の呪い           | Ejiputo-fumbo no Nazo,(kouhen)Menhara-ou no Noroi                      | 2004-09-26         |
| 13     | O assassino da fita métrica                                       | 巻尺殺人事件                                        | Makijaku Satsujin Jiken                                                | 2004-10-03         |
| 14     | O caso dos lingotes de ouro                                       | 金塊事件                                            | Kinkai Jiken                                                           | 2004-10-10         |
| 15     | O gerânio azul                                                    | 青いゼラニウム                                      | Aoi Zeraniumu                                                          | 2004-10-17         |
| 16     | O mistério de End House, Parte 1                                  | エンド・ハウス怪事件,(その1)パーティーの夜に        | Endo Hausu Kai Jiken,(sono ichi)Patei no Yoru ni                       | 2004-11-14         |
| 17     | O mistério de End House, Parte 2                                  | エンド・ハウス怪事件,(その2)秘められた恋            | Endo Hausu Kai Jiken,(sono ni)Himerareta Koi                           | 2004-11-21         |
| 18     | O mistério de End House, Parte 3                                  | エンド・ハウス怪事件,(その3)完璧な証拠              | Endo Hausu Kai Jiken,(sono san)Kampeki na Shouko                       | 2004-11-28         |
| 19     | A aventura do pudim de Natal, Parte 1                             | クリスマスプディングの冒険,(前編)プリンスからの依頼 | Kurisumasu Pudeingu no Bouken,(zempen)Purinsu karano Irai              | 2004-12-05         |
| 20     | A aventura do pudim de Natal, Parte 2                             | クリスマスプディングの冒険,(後編)王家に伝わるルビー | Kurisumasu Pudeingu no Bouken,(kouhen)Ouke ni Tsutawaru Rubi           | 2004-12-12         |
| 21     | 4.50 de Paddington, Parte 1                                       | パディントン発4時50分,(その1)殺人者の乗る列車       | Padeinton Hatsu 4ji 50pun,(sono ichi)Satsujinsha no Noru Ressha        | 2005-01-09         |
| 22     | 4.50 de Paddington, Parte 2                                       | パディントン発4時50分,(その2)忍び寄る影             | Padeinton Hatsu 4ji 50pun,(sono ni)Shinibiyoru Kage                    | 2005-01-16         |
| 23     | 4.50 de Paddington, Parte 3                                       | パディントン発4時50分,(その3)シンプルな動機         | Padeinton Hatsu 4ji 50pun,(sono san)Shimpuru na Douki                  | 2005-01-23         |
| 24     | 4.50 de Paddington, Parte 4                                       | パディントン発4時50分,(その4)マープル対犯人         | Padeinton Hatsu 4ji 50pun,(sono yon)Mapuru tai Hannin                  | 2005-01-30         |
| 25     | Expresso Plymouth, Parte 1                                        | プリマス行き急行列車,(前編)客室内の死体             | Purimasu yuki Kyuukou-ressha,(zempen)Kyakushitsu naino Shitai          | 2005-02-06         |
| 26     | Expresso Plymouth, Parte 2                                        | プリマス行き急行列車,(後編)ブルーのワンピース       | Purimasu yuki Kyuukou-ressha,(kouhen)Buru no Wampisu                   | 2005-02-13         |
| 27     | Motivo versus oportunidade                                        | 動機と機会                                          | Douki to Kikai                                                         | 2005-02-20         |
| 28     | O desaparecimento do cozinheiro, Parte 1                          | 消えた料理人,(前編)強引な依頼                       | Kieta Ryourinin,(zempen)Gouin na Irai                                  | 2005-02-27         |
| 29     | O desaparecimento do cozinheiro, Parte 2                          | 消えた料理人,(後編)トランクの秘密                   | Kieta Ryourinin,(kouhen)Tranku no Himitsu                              | 2005-03-06         |
| 30     | Assassino adormecido, Parte 1                                     | スリーピング・マーダー,(その1)眠れる殺人事件        | Suripingu Mada,(sono ichi)Nemureru Satsujin Jiken                      | 2005-03-13         |
| 31     | Assassino adormecido, Parte 2                                     | スリーピング・マーダー,(その2)記憶の扉              | Suripingu Mada,(sono ni)Kioku no Tobira                                | 2005-03-20         |
| 32     | Assassino adormecido, Parte 3                                     | スリーピング・マーダー,(その3)ヘレンの恋            | Suripingu Mada,(sono san)Heren no Koi                                  | 2005-03-27         |
| 33     | Assassino adormecido, Parte 4                                     | スリーピング・マーダー,(その4)迫り来る魔の手        | Suripingu Mada,(sono yon)Semarikuru Ma no Te                           | 2005-04-03         |
| 34     | Vinte e quatro tordos negros                                      | 二十四羽の黒つぐみ                                  | Niju-Yon Wa no Kuro-Tsugumi                                            | 2005-04-10         |
| 35     | O caso do desaparecimento de Davenheim                            | ダブンハイム失踪事件                                | Dabunhaimu Shissou Jiken                                               | 2005-04-17         |
| 36     | Morte nas nuvens, Parte Part1                                     | 雲の中の死,(その1)空飛ぶ密室                        | Kumo no Naka no Shi,(sono ichi)Sora Tobu Misshitsu                     | 2005-04-24         |
| 37     | Morte nas nuvens, Parte 2                                         | 雲の中の死,(その2)パリのマダムジゼル                | Kumo no Naka no Shi,(sono ni)Pari no Madamu Jizeru                     | 2005-05-01         |
| 38     | Morte nas nuvens, Parte 3                                         | 雲の中の死,(その3)ホーバリ夫人への脅迫              | Kumo no Naka no Shi,(sono san)Hobari-fujin eno Kyouhaku                | 2005-05-08         |
| 39     | Morte nas nuvens, Parte 4                                         | 雲の中の死,(その4)莫大な遺産の相続人                | Kumo no Naka no Shi,(sono yon)Bakudai na Isan no Souzokunin            | 2005-05-15         |